# 2104 Toronto
2104 Toronto este un asteroid din centura principală, descoperit pe 15 august 1963 de Karl Kamper.